# Eiffel 65
Gli Eiffel 65 (pronunciati  Eiffel sixty-five) sono un gruppo musicale eurodance italiano nato nel 1998 negli studi della casa discografica Bliss Corporation.
La formazione originale della band comprendeva il musicista Maury (all'anagrafe Maurizio Lobina), il front-man e cantante Jeffrey Jey (all'anagrafe Gianfranco Randone) e il disc jockey Gabry Ponte (all'anagrafe Gabriele Ponte).
Per l'enorme successo delle loro hit, prima fra tutte Blue (Da Ba Dee), gli Eiffel 65 sono il gruppo icona nella storia della musica dance italiana e internazionale con più di 15 milioni di copie vendute in tutto il mondo, con solo 3 album, nei primi cinque anni.
Nella loro carriera vantano importanti riconoscimenti internazionali tra cui il World Music Award ricevuto a Monte Carlo nel 2000 come artisti italiani che più hanno venduto nel mondo e la nomination ai Grammy Awards americani nella categoria “Miglior artista dance”. Sono la band italiana ad essere riuscita a vendere più copie negli Stati Uniti con un solo album, ottenendo il triplo disco di platino e numerose altre certificazioni in tutta Europa.
Il nome del gruppo è frutto della scelta casuale di un computer che individuò in un elenco di possibili nomi la parola "Eiffel", alla quale fu aggiunto per errore il numero 65 le cui cifre appartenevano a un numero telefonico scritto su una demotape. Dopo il distacco di Gabry Ponte e la parentesi con i Bloom 06 che causarono lo scioglimento del gruppo nel 2006, nell'agosto del 2010 Maury e Jeffrey sono tornati a ricostituire il gruppo, inizialmente anche con Gabry Ponte e dal 2014 da soli.

## Carriera

### Gli inizi ed il successo internazionale:Blue (Da Ba Dee)e l'albumEuropop
I tre, che già avevano collaborato ad altri progetti interni alla loro casa discografica, per la quale lavoravano dai primi anni Novanta, fondano il gruppo nell'ambito della composizione di Blue (Da Ba Dee), canzone nella quale per loro stessa ammissione non nutrivano grandi speranze in termini di vendite. Il disco viene pubblicato ad ottobre del 1998, senza riscuotere un particolare successo iniziale. Circa sei mesi dopo, il 1º aprile 1999, il disco viene recuperato dall'emittente milanese Radio Deejay
Blue così raggiunse la fama nazionale e sull'onda del successo viene pubblicata anche al di fuori dei confini italiani (Regno Unito, Germania, Francia, Canada, Australia, Nuova Zelanda, Figi, Irlanda del Nord, Scozia, Spagna, Svizzera, Austria, Danimarca, Groenlandia, Ungheria, Romania, Polonia, Malta, Croazia, Ucraina, Russia, Lituania, Islanda, Svezia, Finlandia, Norvegia, Grecia, Belgio, Cipro, Cipro del Nord, Turchia, Albania, Portogallo, Brasile, Argentina, Messico, Porto Rico, Libano, Emirati Arabi Uniti, Singapore, Cina, Giappone, Corea del Sud, Sudafrica, Paesi Bassi, Irlanda, e Stati Uniti d'America), approdando nelle varie classifiche e raggiungendone in molti casi la vetta.
Il singolo risulta, infatti, l'unico di un artista o gruppo italiano ad aver raggiunto la vetta della prestigiosa Eurochart Hot 100 Singles, oltre a Senza una donna (Without a Woman) di Zucchero, dal 1965 ad oggi. Segue a quasi un anno di distanza la hit Move Your Body, che si piazzò nelle classifiche di vendita in molti paesi; questo brano fu composto da Domenico Capuano assieme al DJ Roberto Molinaro, membri di casa BlissCo. Il pezzo precederà l'uscita del primo album del gruppo, Europop (1999).
L'album riesce a vendere più di 4 milioni di copie nel mondo di cui tre milioni solamente negli Stati Uniti (traguardo fino allora impensabile per un artista italiano), diventando così la band italiana che ha venduto più copie negli USA. Il gruppo pubblica nel 2000 Too Much of Heaven. Il brano affronta il tema del denaro in una società dove le cose materiali offuscano i valori dell'amore e dell'amicizia e il gruppo dimostra così di saper andare anche oltre la musica da discoteca.

### I due EP:Episode I(1999) eEpisode II(2000)
Nel periodo successivo alla promozione dell'album Europop, il gruppo pubblica il vinile dal titolo Episode I nel 1999. Esso contiene i remix dei brani Move Your Body, My Console ed Europop.
Nell'anno successivo gli Eiffel 65 pubblicano l'EP dal titolo Episode II. All'interno sono presenti in anteprima alcuni remix di due tracce composte per il futuro secondo album.

### Il secondo albumContact!(2001)
Gli Eiffel 65 iniziano in seguito un tour mondiale che li porterà anche a Los Angeles. Durante questo periodo di promozione musicale lungo circa un anno, il gruppo continua a dedicarsi alla composizione di nuovi brani che andranno poi a costituire la tracklist del secondo album: Contact! pubblicato nel 2001.
Pur mantenendosi fedele al sound che la band aveva proposto fino a quel momento, l'album si discosterà in parte dal primo album. Infatti, mentre Europop risentiva particolarmente delle influenze della dance del decennio corrente, le melodie contenute all'interno di Contact! trovano le origini essenzialmente nella musica degli anni Ottanta. L'ultima traccia della versione italiana del disco è presente la canzone 80's Stars, brano che riprende il ritornello di Centro di gravità permanente di Franco Battiato accompagnato da una tastiera elettronica che riproduce una melodia tipica degli anni Ottanta. Nel mercato estero Contact! presenta come ultimo brano World in the World. Da questo secondo album verranno tratti i singoli One Goal, Back in Time, Lucky (In My Life) ed 80's Stars. Verrà inoltre pubblicata su vinile Losing You, per il solo mercato canadese.
Il successo mondiale della band viene ulteriormente confermato quando il brano Blue (Da Ba Dee) viene inserito nei cinque brani selezionati per la nomination "Best Dance Recording" ai Grammy Awards del 2001, vinta però poi dai Baha Men con il brano Who Let the Dogs Out?.
Durante il 2001, attraverso un concorso all'interno del sito web ufficiale, viene messa in palio la canzone inedita Elephants in Amsterdam.
Nel 2002 esce il singolo Cosa resterà (In a Song), che riprende in parte la linea melodica di Now Is Forever, canzone contenuta in Europop, e che conferma la scelta di adottare nel cantato l'italiano alternato all'inglese come già è avvenuto per 80's Stars.
Segue una pausa di parecchi mesi, dove il gruppo rimane assente dalle scene musicali.

### Festival di Sanremo 2003
Nel 2003 gli Eiffel 65 tornano sulla scena musicale partecipando come concorrenti al Festival di Sanremo 2003. Il 5 marzo debuttano al teatro Ariston con il singolo Quelli che non hanno età in un ambiente totalmente estraneo alla musica elettronica e da discoteca. Seppur criticati e snobbati dalla giuria e dai media, saranno proprio loro a salvare l'audience della trasmissione che raggiungerà durante la loro esibizione il picco massimo di ascolti. I tre si classificano al 15º posto su un totale di venti artisti. Un risultato mediocre per un gruppo che sino ad allora aveva venduto quasi 17 milioni di dischi nel mondo. A premiare l'audacia del gruppo tuttavia saranno le vendite: il disco risulterà primo su tutti i brani presentati alla manifestazione canora.

### Il terzo album:Eiffel 65(2003)
In concomitanza con il Festival di Sanremo, esce il terzo album della band piemontese intitolato semplicemente Eiffel 65 (2003). In questo disco la dance occupa una posizione marginale a vantaggio di brani più lenti che tendono al pop. Ciò che distingue il disco dagli album precedenti è inoltre l'uso esclusivo della lingua italiana nei testi salvo poche eccezioni.
Il 16 maggio 2003 esce Viaggia Insieme A Me, che qualche mese dopo viene remixata da Roberto Molinaro. In inverno, lo stesso Molinaro remixa il singolo successivo Una Notte E Forse Mai Più.
Nel 2004 il gruppo decide di pubblicare il singolo Voglia di Dance All Night. All'interno del singolo è presente il remix di Tu Credi (The Complete Opera By La Premiata Ditta Molinaro & Lobina) arrangiato da Roberto Molinaro e dal tastierista Maury.
Nel 2004 viene realizzata una versione dell'album Eiffel 65 destinata al mercato estero. Il disco invece verrà pubblicato solamente in Italia probabilmente perché giudicato non adatto al mercato straniero. Oltre alle tracce già presenti nella prima edizione dell'album, sarà presente un brano completamente strumentale, Living In My City (Theme From The Turin Winter Olympic Games 2006), composto nel 2003 su commissione della Fondazione Atrium nell'ambito di un progetto per la riqualificazione urbana di alcune aree di Torino in vista delle olimpiadi invernali del 2006 che si sono svolte nel capoluogo piemontese.

### L'uscita di Gabry Ponte dal gruppo

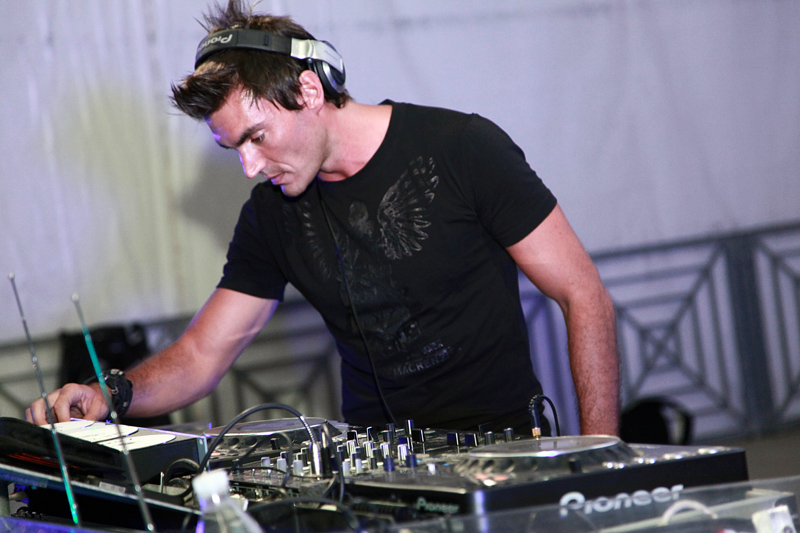
Gabry Ponte

L'8 marzo 2005 Gabry Ponte, impegnato fin dal 2001 in una carriera solista parallela a quella del gruppo, in comune accordo con la band, esce dal gruppo per l'impossibilità di coniugare il suo impegno con quello degli Eiffel 65 e per via del loro annunciato cambiamento di sonorità.
Negli anni precedenti erano stati diminuiti i concerti del gruppo. Questo a causa degli eventi live di Gabry Ponte da solista che bloccavano di fatto i concerti a nome Eiffel 65.

### La demoLost in the Supermarket(2005)
Il 30 giugno 2005 all'interno della manifestazione Traffic Festival di Torino, Maury Lobina e Jeffrey Jey presentano la demo Lost In The Supermarket. Nei mesi precedenti la demo era stata pubblicata all'interno del sito ufficiale del gruppo. Le sonorità della demo si discostano molto rispetto agli album precedenti. Le melodie verranno riprese da Maury e Jeffrey successivamente.

### Il gruppo Bloom 06 (2006-2010)
Il 16 maggio 2006 il duo decide di lasciare dopo 14 anni la casa discografica torinese che li aveva visti crescere artisticamente, la Bliss Corporation, e di cambiare nome alla band in Bloom 06.

### Reunion (2010)
Negli anni precedenti alla reunion circolava l'idea dell'utilizzo del marchio Eiffel 65 all'interno di alcuni progetti musicali della Bliss Corporation. Nel 2009 la casa discografica pubblica la raccolta A Decade in Blue Remix 2009. I remix erano stati curati dall'allora ex DJ del gruppo Gabry Ponte e dai Djs From Mars.
Il 17 giugno 2010, Maury e Jeffrey Jey pubblicano un comunicato ufficiale sul blog dei Bloom 06 dove annunciano che gli Eiffel 65 si riuniscono, anche con Gabry Ponte, con la previsione di un quarto album e di un successivo tour.
Maury Lobina e Jeffrey Jey inizialmente mettono in stand-by il progetto Bloom 06 per poi chiuderlo in maniera definitiva. Il motivo è stato l'interesse da parte del rapper Flo Rida per il ritornello di Blue (Da Ba Dee) al fine di produrre il suo singolo Sugar, oltre al lancio dell'album R.O.O.T.S..
La re-union ufficiale avviene il 31 ottobre 2010 nell'evento Dance Generation tenutosi al PiacenzaExpò di Piacenza, quando Gabry Ponte, fino ad allora ex membro del gruppo, terminato il suo DJ set annuncia la rinascita degli Eiffel 65, chiamando sul palco Maury e Jeffrey e suonando di nuovo insieme a loro dopo 6 anni, dando vita così al New Planet Tour.

### L'annuncio del quarto album

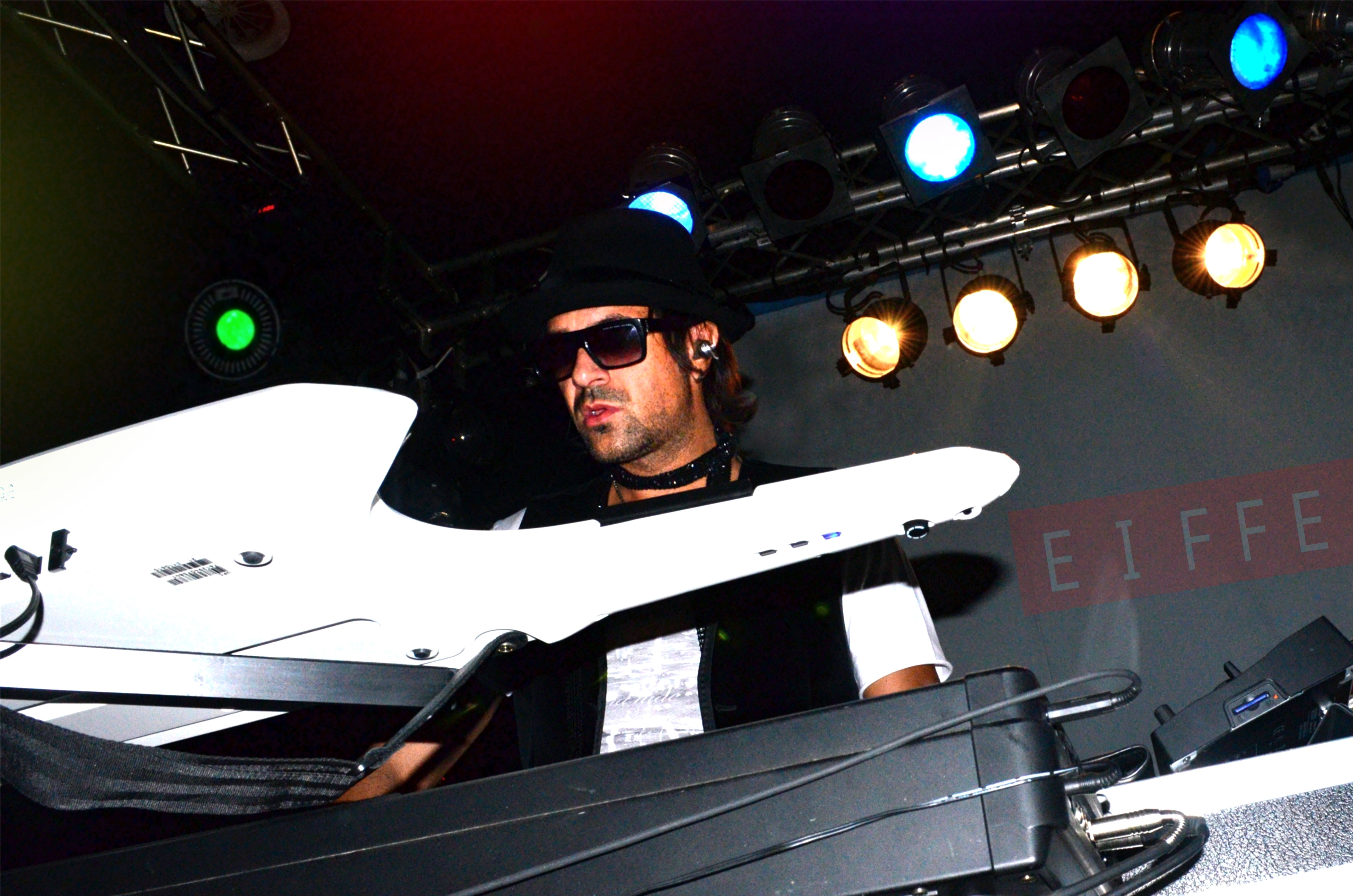
Eiffel 65 Live Maury Lobina

A partire dal 2010 gli Eiffel 65 stavano lavorando alla produzione del loro quarto album di studio. Il genere dominante delle produzioni non è più l'europop e l'Italodance, ma dei suoni a quello dell'attuale musica commerciale. Successivamente il trio, dopo aver provato per un anno a produrre qualcosa con il nome Eiffel, per disaccordi fra di loro nonché per gusti musicali diversi, decide di mettere il progetto in stand-by per quanto concerne l'uscita di nuovi inediti e di un eventuale album.
Attraverso il New Planet Tour il gruppo ha suonato in diverse località italiane ed estere.
Il 7 settembre 2015 Maury pubblica sui social network una lista di possibili nuove tracce prodotte sotto il nome Eiffel 65.
Il 12 settembre 2015, la band presente all'evento "Festa Della Birra 2015" a Torino e al Pala Nord Estate a Bologna annuncia a fine concerto di lavorare ufficialmente ad un nuovo album sotto il nome degli Eiffel 65 senza Gabry Ponte. Il DJ a partire dal 2014 non partecipa più alla produzione di inediti e ai concerti.

### Il singoloPanico(2016)
Il 2 aprile 2016 al Live Club di Trezzo sull'Adda gli Eiffel 65 hanno suonato in anteprima il nuovo singolo annunciato dal titolo Panico in versione demo. Il singolo è stato pubblicato il 1º giugno seguente nei vari digital store nella sua versione definitiva insieme alla versione in inglese intitolata Critical.

Screenshot dal videoclip ufficiale di "Panico"

Il 2 giugno 2016, all'Orsa Maggiore Disco Club di Lecco, gli Eiffel 65 hanno annunciato la pubblicazione ufficiale di un nuovo album, prevista per la primavera 2017.
Tuttavia il 6 giugno 2017, a seguito di un'intervista per Blasting News, Maury aveva smentito una possibile uscita di un nuovo album degli Eiffel 65 nei mesi successivi.

### Singoli rivisitati da parte di altri artisti (2017-presente)
Nel 2017 il DJ francese David Guetta aveva suonato in anteprima un mash-up contenente il brano Blue (Da Ba Dee) con la voce di Bebe Rexha senza aver chiesto i diritti d'autore. Il pezzo in questione verrà ripreso nel 2022 ed alla fine di agosto pubblicato come singolo da parte di David Guetta insieme a Bebe Rexha, con il I'm Good (Blue). Non figura la partecipazione al disco da parte di Jeffrey e Maury, ma compaiono nei crediti del brano insieme a Massimo Gabutti.
Nel 2019 l'artista svedese Nea pubblica la canzone Some Say che ricalca per intero la melodia di Blue (Da Ba Dee).
Nel 2020 è uscita una versione rivisitata del loro primo singolo Blue (Da Ba Dee) nel genere trap da parte dell'artista Shiva con il featuring Eiffel 65 dal titolo Auto Blu. La partecipazione è solo per il riutilizzo della parte strumentale del singolo senza una partecipazione vera e propria.
Durante l'estate, a luglio, è stata pubblicata anche un'altra rivisitazione del singolo dal titolo Blu da parte dell'artista Achille Lauro all'interno del suo album 1990. Anche per questa canzone è presente il featuring degli Eiffel 65 per l'uso di porzioni di testo ma non c'è il cantato di Jeffrey.
Il 19 febbraio 2021 è stata pubblicata una versione rivisitata del singolo Move Your Body ad opera del gruppo di DJ italiani chiamati Alien Cut. Il titolo della canzone è G Nel Body. Il featuring degli Eiffel 65 riguarda anche in questo caso solo l'utilizzo della melodia del singolo originale, senza la partecipazione del gruppo.
Il 9 dicembre 2022 dello stesso anno esce il singolo Heaven dei Boomdabash con la partecipazione di Jeffrey Jey e Maurizio Lobina; il pezzo si basa sul campionamento di Too Much of Heaven del 2000.

### Esibizioni in programmi televisivi (2018- presente)
Il 17 gennaio 2018 gli Eiffel 65 tornano sul grande schermo ospiti della trasmissione 90 Special su Italia 1 riproponendo il loro successo Blue (Da Ba Dee). Il 16 novembre di quell'anno il duo inizia un nuovo tour mondiale con tappe anche a Dubai e in Australia.
Il 16 novembre 2019 Maury e Jeffrey Jey in occasione dei vent'anni dalla pubblicazione dell'album Europop inaugurano alla discoteca Fabrique di Milano l'evento 20-Y Tour che ha visto la partecipazione di Achille Lauro.
Nel settembre 2022 Maury e Jeffrey Jey si esibiscono all'Arena di Verona con Blue (Da Ba Dee) durante la prima serata di Arena Suzuki 60, 70, 80 e… 90, condotto da Amadeus e trasmesso in differita su Rai 1.
Il 9 gennaio 2023 gli Eiffel 65 si esibiscono con i Boomdabash a Domenica In su Rai 1, mentre il 31 dello stesso mese si esibiscono prima da soli con la loro hit mondiale Blue (Da Ba Dee), e poi coi Boomdabash con il loro singolo Heaven su Rai 2 sempre in diretta dagli studi Fabrizio Frizzi in Roma. Il 17 febbraio gli Eiffel tornano ancora una volta in tv all'interno del programma Goal Deejay sul canale Sky Sport.
Il 4 ottobre dello stesso anno Jeffrey e Maury ritornano in tv esibendosi all'Arena di Verona con Mix 2000 ed infine con Blue (Da Ba Dee) durante l'ultima serata di Arena Suzuki 60, 70, 80 e… 90, condotto da Amadeus e trasmesso in differita su Rai 1.

### Partecipazione aUna Voce per San Marinoe l'ineditoMovie Star(2023)
Gli Eiffel 65 partecipano a Una Voce Per San Marino 2023 tornando sulle scene con il loro nuovo singolo Movie Star e si sono esibiti alla seconda semifinale il 21 febbraio su San Marino RTV aggiudicandosi un posto per la finale del 25 febbraio alla quale arrivano a toccare il quinto posto in classifica. Il singolo in seguito non viene ufficialmente pubblicato in una versione studio per decisione stessa del gruppo. Il duo, che inizialmente aveva optato per un ritorno discografico, per via della scarsa visibilità ottenuta al festival di San Marino ha deciso successivamente di non pubblicare più nulla, tuttavia ha annunciato ancora una volta un altro tour mondiale proponendo di nuovo i loro più grandi successi.

### Ospiti al Festival Sanremo 2024 ed i nuovi singoli (2024-presente)
Il 9 febbraio 2024 gli Eiffel 65 tornano al Festival di Sanremo con un medley proposto insieme a Fred De Palma nella serata delle cover.
Come anticipato ai microfoni di Radio Kiss Kiss, dopo qualche giorno di riposo dalla pausa sanremese, il gruppo ha intenzione di iniziare una writing session di un singolo estivo.
Il 20 maggio 2024 il duo annuncia il nuovo singolo dal titolo Bestiale con la partecipazione di Loredana Bertè.

Frame estratto dal videoclip di "Bestiale"

Il 15 aprile 2025, il duo stesso torna sulle scene con l'annuncio di un nuovo singolo, questa volta in collaborazione con Guè dal titolo "Fare a meno di te" rielaborando nel contempo il loro vecchio singolo "Viaggia insieme a me" offrendogli al tempo stesso una nuova chiave di lettura con una veste più club e moderna con beat più elevati come dichiarato dal gruppo stesso.

## Zorotl
Il successo degli Eiffel 65 vede anche la nascita ed il successo di un nuovo personaggio, Zorotl, una sorta di extraterrestre blu dalla testa eccessivamente pronunciata, protagonista dei primi due video del gruppo: Blue (Da Ba Dee) (1998) e Move Your Body (1999). Zorotl poi ha fatto uscire un singolo tutto suo, chiamato I Wanna Be (2000). Può essere considerato un gruppo virtuale.

## Formazione

### Attuale

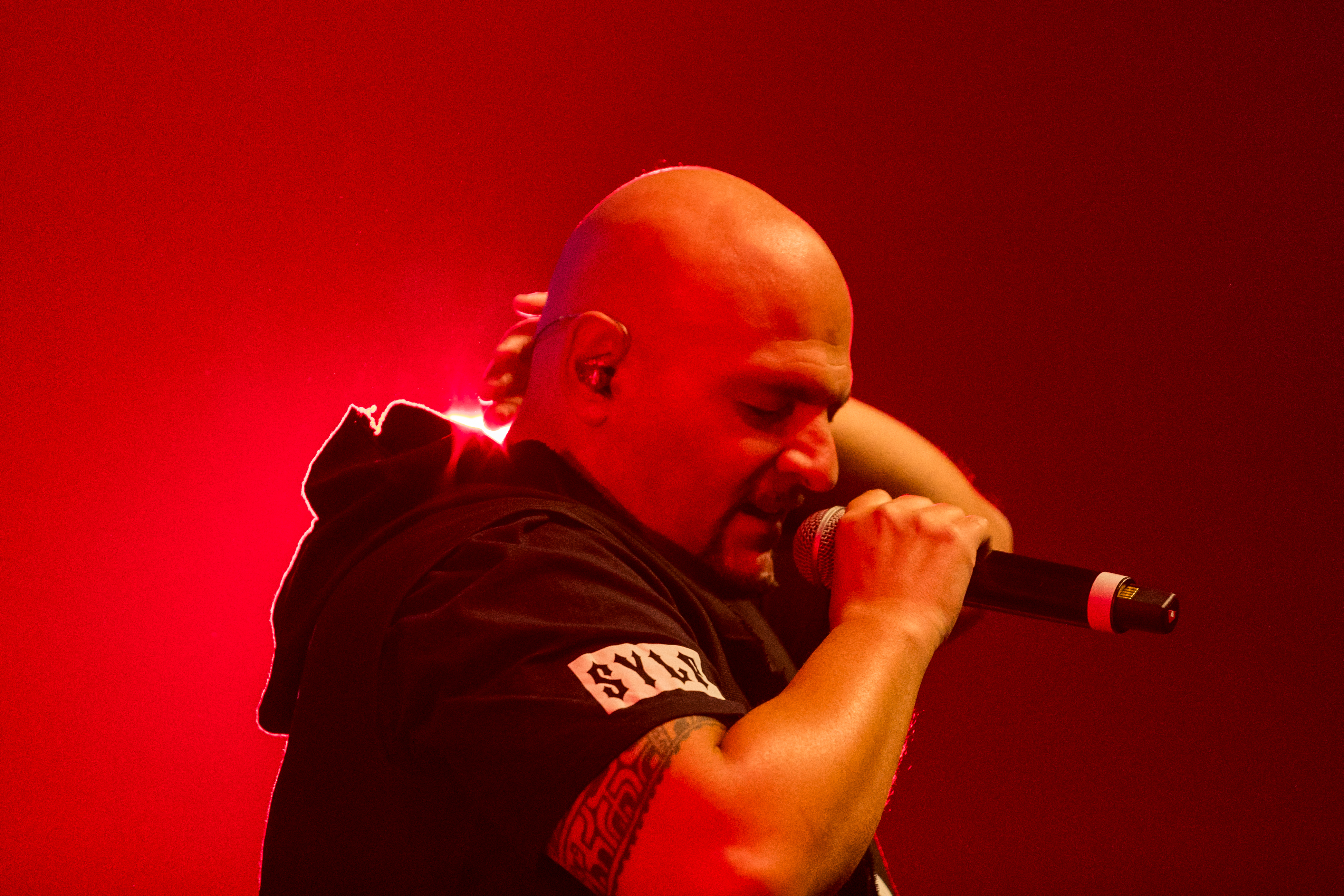
Jeffrey Jey

- Jeffrey Jey - voce (1998-2006; 2010-oggi)
- Maury - tastiera, sintetizzatore, pianoforte, programmazione, DJ (1998-2006; 2010-oggi)

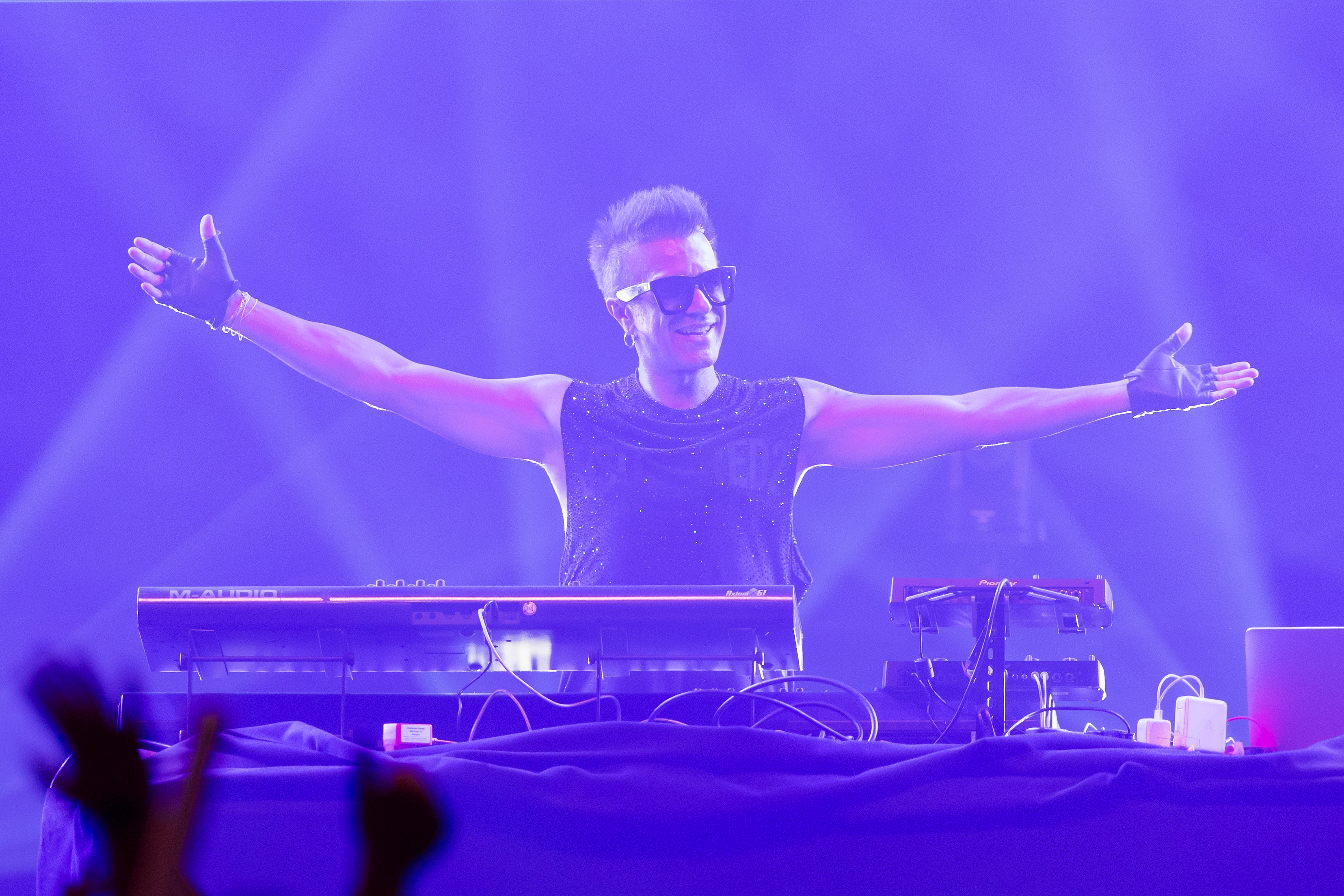
Maury Lobina

### Ex membri
- Gabry Ponte, DJ (1998-2005; 2010-2014)

## Discografia
- 1999 – Europop
- 2001 – Contact!
- 2003 – Eiffel 65

## Riconoscimenti
| Award                            | Anno | Categoria                          | Nominee(s)         | Risultato       |
| -------------------------------- | ---- | ---------------------------------- | ------------------ | --------------- |
| Grammy Awards                    | 2001 | Best Dance Recording               | "Blue (Da Ba Dee)" | Candidato/a     |
| Hungarian Music Awards           | 2000 | Best Foreign Dance Album           | Europop            | Vincitore/trice |
| International Dance Music Awards | 2000 | Best HiNRJ 12'                     | "Blue (Da Ba Dee)" | Vincitore/trice |
| Smash Hits Poll Winners Party    | 1999 | Best Dance Choon                   | "Blue (Da Ba Dee)" | Vincitore/trice |
| The Record of the Year           | 1999 | Record of the Year                 | "Blue (Da Ba Dee)" | Candidato/a     |
| World Music Awards               | 2000 | World's Best Selling Italian Group | Loro stessi        | Vincitore/trice |